# Anthocyanidine
Ne pas confondre avec les anthocyanes (anthocyanines), leurs hétérosides

Le cation flavylium (C_{15}H_{11}O^{+}), un cation benzopyrylium (chroménylium) substitué par un groupe phényle forme le squelette de base des anthocyanidines

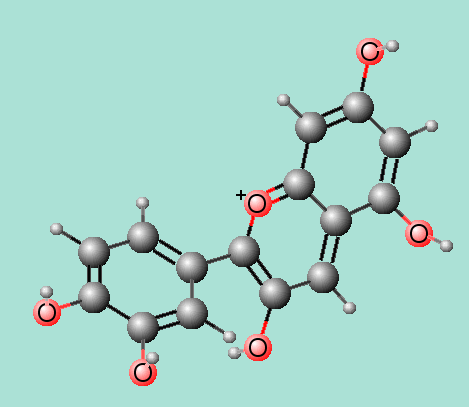
Structure 3D de la cyanidine, l'anthocyanidol le plus répandu dans le règne végétal

Les anthocyanidines ou anthocyanidols sont une sous-classe des flavonoïdes au sens large. Ce sont des pigments naturels, basés sur la structure de l'ion flavylium (ion 2-phénylchroménylium). Leurs dérivés hétérosides sont appelés anthocyanes,  anthocyanosides ou encore anthocyanines.
Les anthocyanidols forment un grand groupe de colorants polyméthines.
Le contre-anion du flavylium est la plupart du temps l'ion chlorure. De par cette charge positive, les anthocyanidols diffèrent des autres flavonoïdes.

## Structure des anthocyanidols
La structure de base des anthocyanidols (anthocyanidines) est formée de deux noyaux aromatiques A et B joints par 3 carbones formant avec l'oxygène le cycle C. La classification des flavonoïdes étant basée sur le degré d'oxydation de ce cycle C, les anthocyanidols se définissent simplement par les deux doubles liaisons du cycle C qui par conséquent porte une charge positive.
Les anthocyanidols existent en milieu acide sous la forme cationique. Les plus communs sont hydroxylés en C3 et penta- ou hexasubstitués par des hydroxyles et/ou des méthoxyles. À eux seuls, les anthocyanidols hydroxylés en C-3, 5, 7 représentent environ 90 % des anthocyanidols connus en 2006. Les six principaux sont : le cyanidol (cyanidine) qui donne un pigment cramoisi, le pélargonidol (pélargonidine) un pigment écarlate, le delphinidol pourpre-violet, le malvidol violet, le péonidol rouge et le pétunidol violet.
Les 3-désoxyanthocyanidols (sans groupe hydroxyle -OH sur le carbone C-3) sont plus rares et relativement stables.
En 2009, Davies recense 31 anthocyanidols naturels.
| Structures des anthocyanidols , d'après Davies (2009) et Sarni-Manchado et als (2006) |                            |       |     |       |     |       |     |       |             |                |
| Nom                                                                                   | Structure                  | R3'   | R4' | R5'   | R3  | R5    | R6  | R7    | CAS         | Couleur à pH<1 |
| Les 6 anthocyanidols les plus fréquents                                               | cation flavylium substitué |       |     |       |     |       |     |       |             |                |
| Cyanidine                                                                             | cation flavylium substitué | −OH   | −OH | −H    | −OH | −OH   | −H  | −OH   | 528-58-5    | Orange-rouge   |
| Delphinidine                                                                          | cation flavylium substitué | −OH   | −OH | −OH   | −OH | −OH   | −H  | −OH   | 528-53-0    | Violet         |
| Pélargonidine                                                                         | cation flavylium substitué | −H    | −OH | −H    | −OH | −OH   | −H  | −OH   | 134-04-3    | Orange         |
| Malvidine                                                                             | cation flavylium substitué | −OCH3 | −OH | −OCH3 | −OH | −OH   | −H  | −OH   | 643-84-5    | Violet         |
| Péonidine                                                                             | cation flavylium substitué | −OCH3 | −OH | −H    | −OH | −OH   | −H  | −OH   | 134-01-0    | Rouge          |
| Pétunidine                                                                            | cation flavylium substitué | −OCH3 | −OH | −OH   | −OH | −OH   | −H  | −OH   | 1429-30-7   | Violet         |
| 3-Deoxyanthocyanidines                                                                | cation flavylium substitué |       |     |       |     |       |     |       |             |                |
| Apigéninidine                                                                         | cation flavylium substitué | −H    | −OH | −H    | −H  | −OH   | −H  | −OH   | 1151-98-0   | Orange         |
| Lutéolinidine                                                                         | cation flavylium substitué | −OH   | −OH | −H    | −H  | −OH   | −H  | −OH   | 1154-78-5   | Orange         |
| Tricétinidine                                                                         | cation flavylium substitué | −OH   | −OH | −OH   | −H  | −OH   | −H  | −OH   | 65618-21-5  | Rouge          |
| 6-Hydroxyanthocyanidols                                                               | cation flavylium substitué |       |     |       |     |       |     |       |             |                |
| 6-Hydroxypélargonidine ou Aurantinidine                                               | cation flavylium substitué | −H    | −OH | −H    | −OH | −OH   | −OH | −OH   | 25041-66-1  | Orange         |
| 6-Hydroxycyanidine                                                                    | cation flavylium substitué | −OH   | −OH | −H    | −OH | −OH   | −OH | −OH   | 42529-06-6  | Rouge          |
| 6-Hydroxydelphinidine                                                                 | cation flavylium substitué | −OH   | −OH | −OH   | −OH | −OH   | −OH | −OH   | 178436-68-5 | Rouge          |
| Anthocyanidols méthylés rares                                                         | cation flavylium substitué |       |     |       |     |       |     |       |             |                |
| Europinidine                                                                          | cation flavylium substitué | −OCH3 | −OH | −OH   | −OH | −OCH3 | −H  | −OH   | 19077-87-3  | Violet         |
| Rosinidine                                                                            | cation flavylium substitué | −OCH3 | −OH | −H    | −OH | −OH   | −H  | −OCH3 | 4092-64-2   | Rouge          |
| Capensinidine                                                                         | cation flavylium substitué | −OCH3 | −OH | −OCH3 | −OH | −OCH3 | −H  | −OH   | 19077-85-1  | Violet         |
| Pulchéllidine                                                                         | cation flavylium substitué | −OH   | −OH | −OH   | −OH | −OCH3 | −H  | −OH   | 19077-86-2  | Violet         |
| Hirsutidine                                                                           | cation flavylium substitué | −OCH3 | −OH | −OCH3 | −OH | −OH   | −H  | −OCH3 | 4092-66-4   | Violet         |
| 5-Méthylcyanidine                                                                     | cation flavylium substitué | −OH   | −OH | −H    | −OH | −OCH3 | −H  | −OH   | 178436-69-6 | Orange-rouge   |
| Anthocyanidols rares                                                                  | cation flavylium substitué |       |     |       |     |       |     |       |             |                |
| Fisétinidine                                                                          | cation flavylium substitué | −H    | −OH | −OH   | −OH | −H    | −H  | −OH   | 2948-76-7   |                |

Les 6 anthoxyanidols les plus fréquents sont classés parmi les additifs alimentaires :
| Anthocyanidols additifs alimentaires |           |              |               |           |           |            |
| Anthocyanidol                        | Cyanidine | Delphinidine | Pélargonidine | Malvidine | Péonidine | Pétunidine |
| Numéro E                             | E163a     | E163b        | E163d         | E163c     | E163e     | E163f      |

Le noyau flavylium des anthocyanidols manifestant une forte réactivité avec les nucléophiles, il en résulte une grande instabilité de ces métabolites dans les tissus végétaux. Leur stabilisation se fait par une glycosylation.

## Couleurs des anthocyanidols
La couleur des anthocyanidols provient des doubles liaisons conjuguées du cation flavylium responsable de l'absorption de la lumière dans les environs de 500 nm (vert) et donnant une impression de rouge à l’œil humain.
Suivant le degré d'hydroxylation et de méthoxylation, la teinte dominante des anthocyanidols varie de l'orange au violet. Ainsi on passe du pélargonidol de couleur orange au delphinidol violet, par une augmentation du nombre d'hydroxyles -OH sur le cycle B (en position 3' et 5') entrainant un déplacement de l'absorbance maximale dans le visible vers les grandes longueurs d'onde.
En revanche, si les hydroxyles (en 3' ou 5') sont remplacés par des méthoxyles -OCH3, le chromophore est beaucoup plus rouge et stable. Ainsi, des extraits aqueux contenant principalement du pélargonidol ou du cyanidol glycolysés apparaissent rouge-orangé, alors que ceux contenant du péonidol glycolysé sont rouge foncé, et ceux contenant des glycosides de delphinidol, pétunidol, malvidol ont une coloration violette (rouge bleuté).

## Hétérosides
Comme la plupart des flavonoïdes, les anthocyanidols sont présents dans la nature sous forme d'hétérosides, dans lesquels ils jouent le rôle de l'aglycone. Ces hétérosides, appelés des anthocyanosides ou anthocyanes, forment des molécules beaucoup plus stables que les aglycones seuls.
Les anthocyanosides s'accumulent dans les vacuoles des cellules épidermiques. Ils sont présents dans les pétales de fleurs comme les pavots ou les mauves mais c'est dans les fruits qu'ils sont à plus forte concentration : sureau (0,2-1,8 %), jus de grenade (0,6-0,7 %) ou raisin noir (0,03-0,7 %).

## Test de Bate-Smith

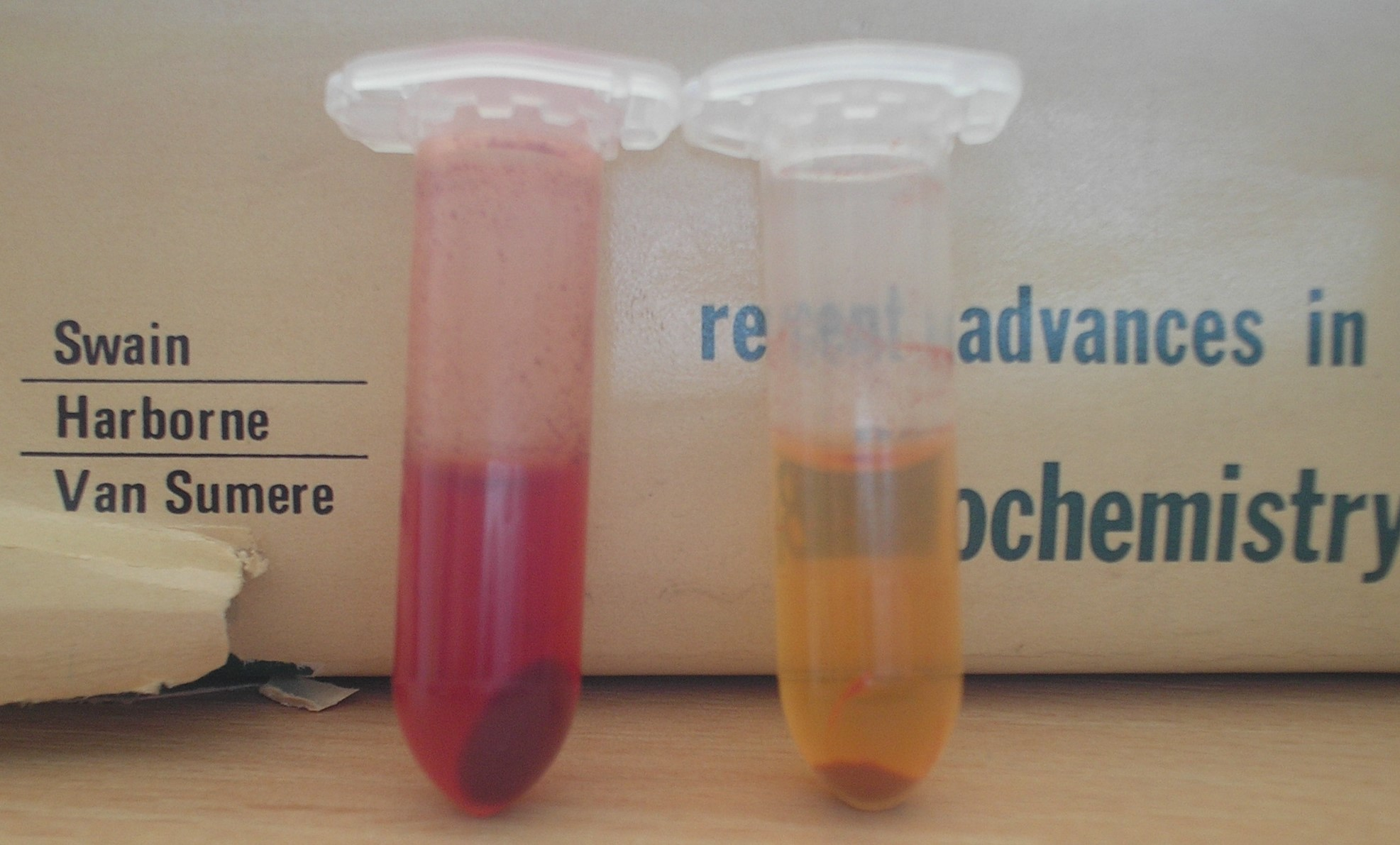
Coloration rouge apparue lors d'un test de Bate-Smith. Le tube de gauche a été chauffé en milieu acide pendant 30 minutes. Celui de droite est le témoin.

Le test de Bate-Smith est une méthode de quantification totale des tanins condensés (proanthocyanidines) par dépolymérisation par hydrolyse acide. Deux tubes sont préparés. Un est porté à 100°C pendant 30 minutes et à l'autre est gardé à 0°C durant le même temps (tube témoin). En présence de tanins condensés, une coloration rouge se développe. On stoppe la réaction avec un ajout d'éthanol. On mesure la différence d'absorbance à 550 nm entre les deux tubes. Cette différence est en rapport avec la quantité d'anthocyanidines formées, qui est elle-même en rapport avec la concentration initiale en tanin.